# Сорокопуд-білоголов
Сорокопуд-білоголов (Eurocephalus) — рід горобцеподібних птахів родини сорокопудових (Laniidae). Містить 2 види.

## Поширення
Рід поширений в Східній (Е. ruppelli) та Південній Африці (Е. anguitimens). Мешкає у саванах та лісах міомбо.

## Види
- Сорокопуд-білоголов західний (Eurocephalus anguitimens).
- Сорокопуд-білоголов східний (Eurocephalus ruppelli).